# Івайло Петев
Івайло Петев (болг. Ивайло Петев, нар. 9 липня 1975, Ловеч) — болгарський футболіст, що грав на позиції півзахисника. По завершенні ігрової кар'єри — тренер.

## Ігрова кар'єра
У дорослому футболі дебютував 1996 року виступами за команду «Літекс», в якій з невеликими перервами виступав до 2003 року, ставши дворазовим чемпіон Болгарії та володарем Кубка Болгарії, а 2010 року був включений до символічної збірної десятиліття «Літекса».
Згодом з 2003 по 2007 ріку грав у складі болгарських команд «Спартак» (Варна), «Родопа», «Дунав» та «Марек» (Дупниця), після чого став гравцем грецького клубу «Трикала»
У 2009 році був граючим тренером клубу «Любимець 2007», який покинув через втручання президента клубу в його роботу, а завершив ігрову кар'єру через хронічну травму лівого коліна у команді «Етир-1924», за яку виступав протягом 2009—2010 років.

## Кар'єра тренера
В липні 2010 року Петев став головним тренером клубу «Лудогорець», що грав у другому дивізіоні країни. Клубу був придбаний болгарським бізнесменом Кирилом Домусчієвим, який поставив перед клубом амбітне завдання, вперше в своїй історії вийти у вищий дивізіон болгарського футболу. Петеву з першої спроби вдалось посісти з командою перше місце і в сезоні 2011/12 дебютувати у вищому дивізіоні Болгарії. В травні 2012 року «Лудогорець» під керівництвом Петева виграв перший трофей у своїй історії — кубок Болгарії, а за тиждень, здолавши в останньому матчі чемпіонату Болгарії 2011/12 прямого конкурента софійський ЦСКА (1:0) з рахунком 1:0, «Лудогорец» обійшов його в турнірній таблиці і вперше в історії виграв чемпіонат Болгарії. У сезоні 2012/13 команда знову стала чемпіоном Болгарії, знову обійшовши конкурента лише на одне очко, цього разу «Левскі». 21 липня 2013 року Петев був звільнений після поразки в 1-му турі чемпіонату країни від «Любимеця» з рахунком 0:1, перед яким була поразка в матчі кваліфікації Ліги чемпіонів від братиславського «Слована» (1:2).
8 жовтня 2013 року Петев був призначений головним тренером «Левскі», але на прес-конференції розлючені ультрас увірвались до зали і зняли з нього футболку свого клубу, через що Петев наступного дня покинув команду.
25 жовтня 2013 року Петев підписав контракт з кіпрським клубом АЕЛ. Клуб став першим в турнірній таблиці за підсумками регулярного сезону, на три очки випередивши «Аполлон» і АПОЕЛ, втім за підсумками другого етапу клуб віддав першість АПОЕЛу, поступившись за різницею м'ячів і за результатами особистих зустрічей, ставши віце-чемпіоном Кіпру. 17 листопада 2014 року покинув команду.
У грудні 2014 року Болгарський футбольний союз офіційно призначив Петева головним тренером збірної Болгарії. У своєму першому офіційному матчі Болгарія зіграла внічию вдома з рахунком 2:2 проти Італії, незважаючи на те, що вела до 84-ї хвилини. Врешті-решт команда зайняла четверте місце в групі кваліфікації на Євро-2016 і не вийшла у фіналу стадію турніру. 27 вересня 2016 року він покинув посаду.
27 вересня 2016 року Петев став головним тренером хорватського клубу «Динамо» (Загреб), але був звільнений вже 13 липня 2017 року, після того, як «Динамо» вперше за дванадцять років закінчило сезон без трофею. Після цього Петев був працював з кіпрською кіпрського «Омонією», саудівською «Аль-Кадісією» та польською «Ягеллонією», ніде не здобувши серйозних результатів.
21 січня 2021 року було оголошено, що Петев став новим тренером національної збірної Боснії та Герцеговини напередодні кваліфікації на чемпіонат світу 2022 року в Катарі. 27 січня він підписав контракт і був офіційно представлений боснійській громадськості на прес-конференції.

## Титули і досягнення

### Як гравця
- Чемпіон Болгарії (2):

«Літекс»: 1997–98, 1998–99
- Володар Кубка Болгарії (1):

«Літекс»: 2000–01

### Як тренера
- Чемпіон Болгарії (3):

«Лудогорець»: 2011–12, 2012–13, 2022–23
- Володар Кубка Болгарії (2):

«Лудогорець»: 2011–12, 2022–23
- Володар Суперкубка Болгарії (1):

«Лудогорець»: 2012